# Fließgewässer

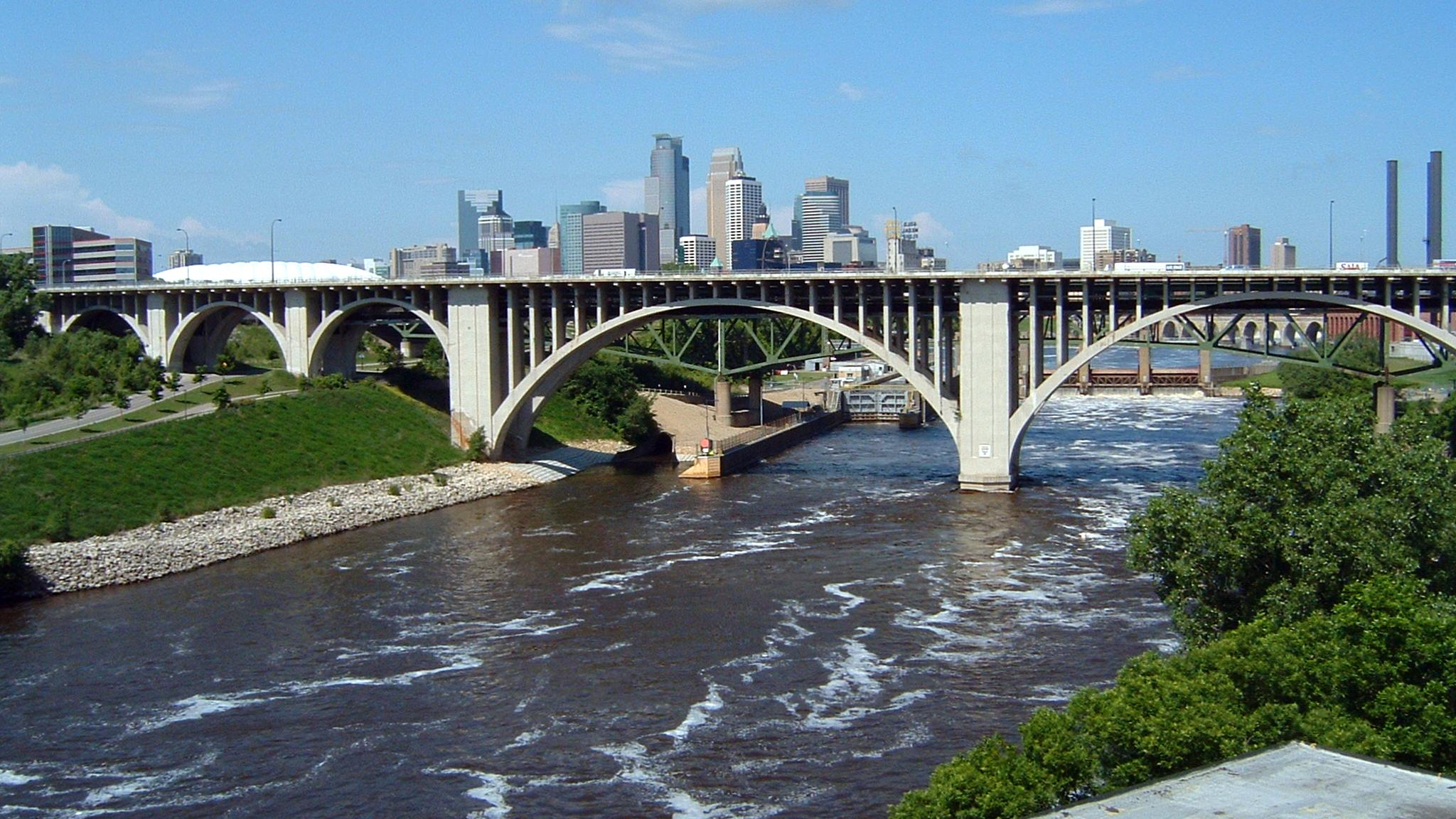
Der Mississippi River in Minneapolis, USA

Fließgewässer ist in der Hydrologie ein Sammelbegriff für alle oberirdisch fließenden Gewässer und bezeichnet einen Wasserlauf des Binnenlandes mit ständig oder zeitweilig fließendem Wasser. Fließgewässer sind Oberflächengewässer. Unterirdisch bewegtes (fließendes) Grundwasser ist kein Fließgewässer. Im Untergrund verlaufende oder in Ponoren im Untergrund verschwindende Höhlenflüsse (Karstgewässer) sind in der Zuordnung unklar, sie werden aber meist zu den Fließgewässern gerechnet.
In der Regel transportieren Fließgewässer das Wasser aus ihrem Einzugsgebiet gemäß der Schwerkraft bis zu ihrer Mündung in ein übergeordnetes Fließgewässer, einen See oder ein Meer. Im Gegensatz zu Fließgewässern enthalten Stillgewässer stehendes Wasser oder Wasser, das nur sehr langsam abfließt. Ein Wassergraben kann entweder ein Fließgewässer oder ein Stillgewässer sein.
Dieser Artikel behandelt natürliche Fließgewässer (Bäche und Flüsse). Zu künstlich angelegten Fließgewässern siehe Kanal (Wasserbau). Zu Landschaftsnamen siehe 
Landschaftsschutzgebiet Fließgewässer und Trockentäler.

## Entstehung
Natürliche Fließgewässer können durch direkten, oberflächlichen oder oberflächennahen Abfluss von Niederschlagswasser, dem Gefälle folgend, entstehen. Zumindest in humiden und semihumiden Gebieten versickert das Niederschlagswasser aber regelmäßig überwiegend vorher im Boden und bildet Grundwasser-Horizonte, deren Abfluss als Quellen zutage tritt. Der Abfluss wird dadurch verstetigt. Natürliche Fließgewässer sind, von Ausnahmefällen abgesehen, dann auf ganzer Länge natürlicher Grundwasser-Vorfluter; das bedeutet, dass auch abseits definierter Quellen auf ganzer Länge seitlich Grundwasser dem Gewässer zuströmen kann.
Seltener entstehen Fließgewässer durch den abfließenden Wasserüberschuss von Seen und Mooren oder das Schmelzwasser von Gletschern. Dadurch gebildete Fließgewässer weisen einen eigenen Charakter mit Besonderheiten von Gewässerchemie, Abflussdynamik und Lebensgemeinschaft auf.

## Kategorien von Fließgewässern

Klassifikation der Gewässer. Die Angaben zur Breite der natürlichen Fließgewässer sollen nur der Orientierung dienen und sind nicht als Definition zu verstehen.

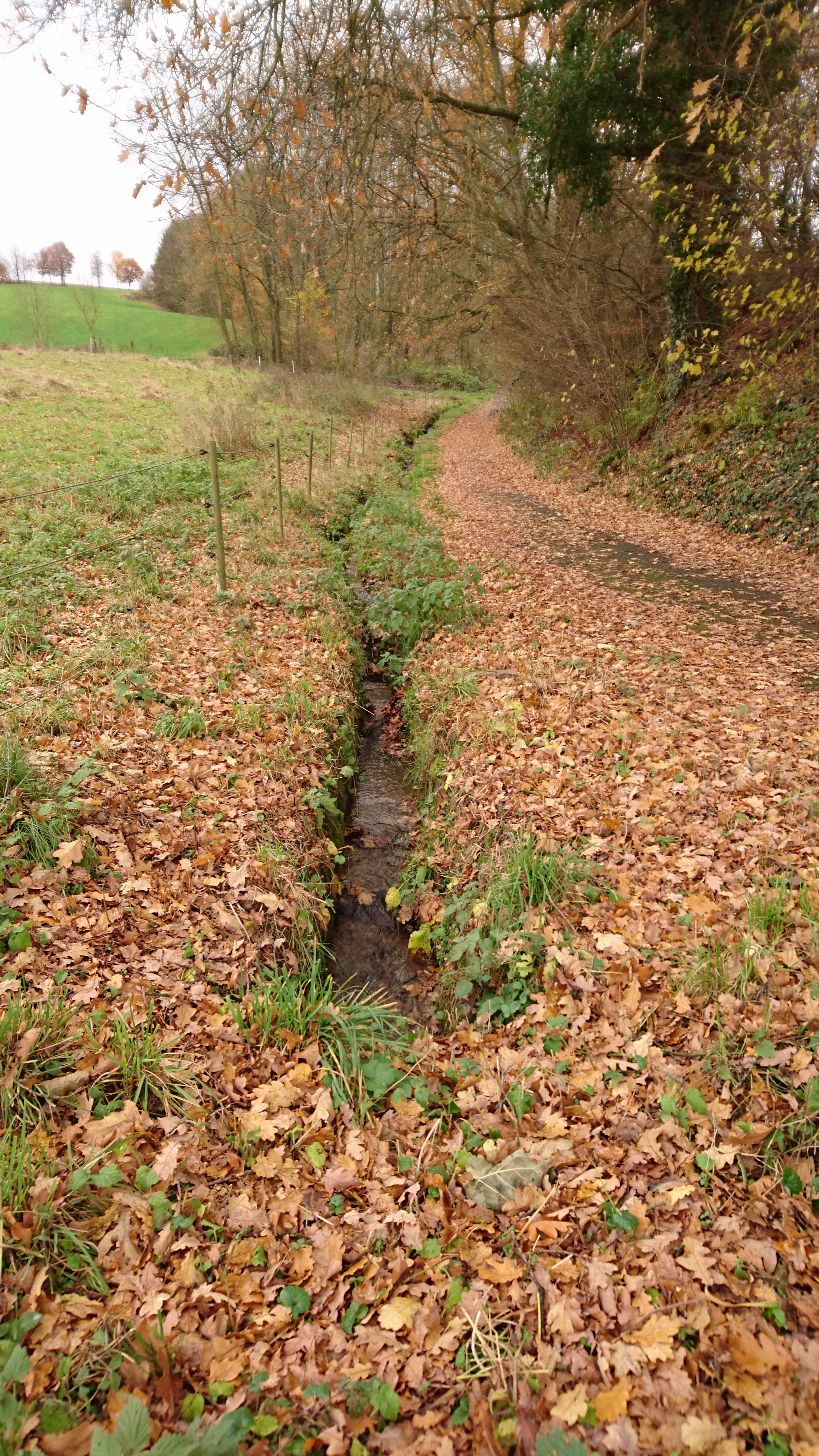
Der Untermiembach (Rinnsal)

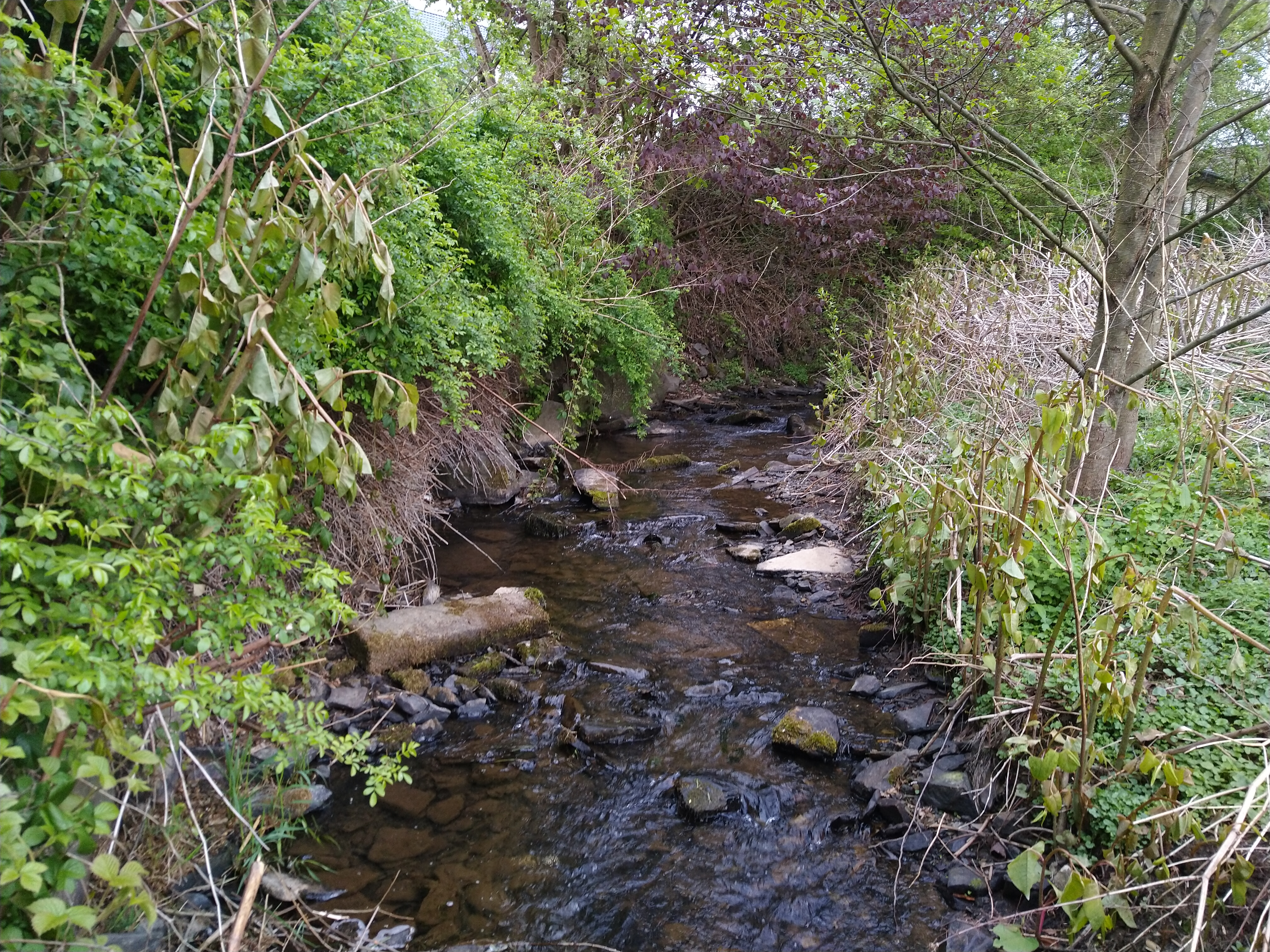
Der Aubach (Wiehl) in Reichshof (Bach)

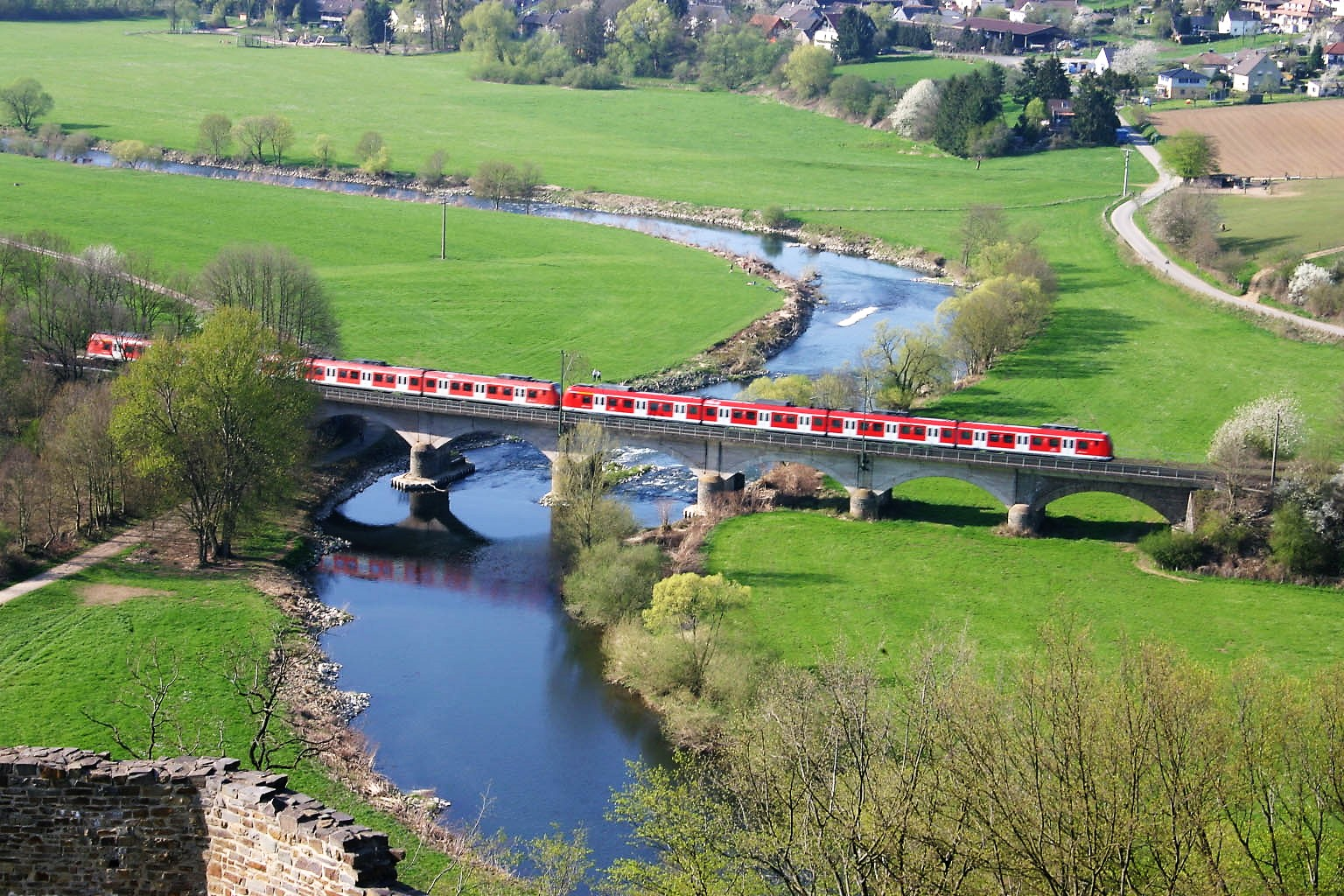
Die Sieg in Blankenberg (Fluss)

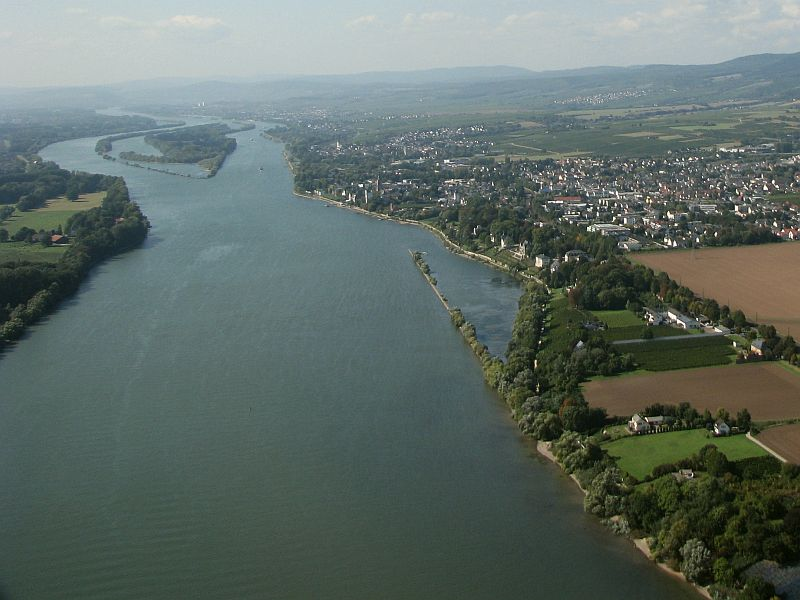
Der Rhein in Mainz (Strom)

### Einteilung nach Größe und weiteren Kriterien
Allgemeinsprachlich werden bei natürlichen Fließgewässern vier Größenordnungen unterschieden: Rinnsal, Bach, Fluss und Strom. Dialektal gibt es zusätzlich den Begriff Ache, Aue, Au, Aa (verwandt mit lateinisch aqua für Wasser), der eine Größenordnung zwischen Bach und Fluss bezeichnet.
In der Fachsprache wird der Begriff Rinnsal nur selten verwendet. Bei der Betrachtung der verschiedenen Abschnitte von Flüssen von der Quelle bis zur Mündung (siehe unten) werden in der Regel nur die Bezeichnungen Bach, Fluss und gegebenenfalls Strom angewendet. So wird etwa der Mittel- und Unterlauf der Weser als Strom eingestuft, ihre Quellflüsse Werra und Fulda jeweils als Fluss und die Quellverläufe von beiden als Bäche.
Die Zuordnung von Fließgewässern zu den Kategorien Bach, Fluss und Strom richtet sich vage nach den Größen Breite, Länge (Fließstrecke), Einzugsgebiet und Abfluss, die jedoch nicht eindeutig festgelegt sind. Kriterien wie zum Beispiel die Schiffbarkeit (Tiefe) und historische Aspekte spielen ebenfalls eine Rolle.
Zur Definition von Strom wird oft, der DIN-Norm 4049 folgend, das Mündungsgewässer herangezogen. Dieser Begriffsbestimmung gemäß wäre ein Strom ein Fließgewässer, das ins Meer mündet. Danach wäre die in die Nordsee mündende Ems ein Strom, die deutlich mehr Wasser führenden Donau-Nebenflüsse Inn und Theiß jedoch nicht.

### Fließgewässerordnungen
Ein weit verbreitetes fachsprachliches System zur Klassifizierung von Fließgewässern nach Größe ist die Flussordnungszahl. In diesem System bilden die kleinsten Fließgewässer (in der Regel Quellabflüsse) die erste Ordnung. Vereinigen sich zwei Gewässer erster Ordnung, entsteht ein Fließgewässer zweiter Ordnung. Mit der Einmündung eines weiteren Gewässers zweiter Ordnung wird ein Gewässer dritter Ordnung erreicht usw. Zu beachten ist dabei, dass die Einmündung kleinerer Fließgewässer in ein Gewässer höherer Ordnung deren Ordnung nicht erhöht.
Verwirrenderweise ist von den so definierten Fließgewässerordnungen eine weitere Einteilung von Fließgewässern erster, zweiter, manchmal auch dritter Ordnung zu unterscheiden, die sich aus der deutschen Gesetzgebung ergibt; diese hat mit den Flussordnungszahlen nichts zu tun. Dabei geht es im Wesentlichen darum, wer die Verpflichtung zur Gewässerunterhaltung hat. Vergleiche dazu Ordnung (Gewässer).

### Fließgewässertypen
Heute werden in Deutschland insgesamt fünfundzwanzig Fließgewässertypen unterschieden. Wichtige Parameter hierbei sind neben der Größe der Gewässer und dem Gefälle (vgl. Flusslängsprofil) auch die Ökoregion (z. B. Alpen, Mittelgebirge, Norddeutsches Tiefland), die Höhenlage und die Geologie des Einzugsgebiets (karbonatisch oder silikatisch).

## Einteilung von Flüssen in Abschnitte

### Oberlauf, Mittellauf, Unterlauf
Die Einteilung von Flüssen in die Abschnitte Oberlauf, Mittellauf und Unterlauf richtet sich vor allem nach dem Gefälle, das im Oberlauf am größten ist und im Unterlauf am geringsten.

### Längszonierung nach Fischregionen
Zusätzlich, und ergänzend zur hydrologischen Klassifizierung, werden Gewässer nach ihrer Lebensgemeinschaft (Fachausdruck: Biozönose) in Zonen eingeteilt. Das älteste gebräuchliche System teilt diese nach sogenannten Leitfischen in Fischregionen ein. Dabei unterscheidet man, von der Quelle an: Forellen-, Äschen-, Barben-, Brachsen- (oder Blei-) und Flunder-Region.

### Limnologische Längszonierung
In der Limnologie werden Fließgewässer im Flusslängsprofil in das Krenal (Quellregion), das Rhithral (Bachregion) und das Potamal (Flussregion) aufgeteilt. Dabei entspricht das Rhithral grob in etwa der Forellenregion, das Potamal den anderen Fischregionen (im Krenal leben keine Fische). Diese Zonierung geht auf den Limnologen Joachim Illies zurück, sie wird bis heute angewandt und verfeinert.

## Fließgewässersysteme
Fließgewässer werden zu Fließgewässersystemen geordnet, die jeweils nach dem größten Fluss bzw. Strom benannt werden, in den die anderen einmünden. Diese werden durch Fließgewässerkennziffern, die jeweils alle Informationen über die Mündungsgewässer in sich tragen, hierarchisch geordnet. Die Benennung folgt nicht ausschließlich hydrologischen, sondern auch z. T. historischen Einteilungen. Hiernach wird z. B. die Eder als Nebenfluss der Fulda geführt und der Inn als Nebenfluss der Donau, obwohl es sich je um einen gleichberechtigten Zusammenfluss handelt. Die Regnitz wird gar als Nebenfluss des Mains eingeordnet, obwohl sie bei ihrer Mündung deutlich mehr Wasser führt als der Main selbst. Dieses ist der historischen Namensgebung geschuldet.

## Ökologischer Zustand
In der Europäischen Union (EU) wird der ökologische Zustand von Fließ- bzw. Oberflächengewässern (wie von Grundwasser) nach der Richtlinie 2000/60/EG (EU-Wasserrahmenrichtlinie, WRRL) nach verschiedenen Kriterien analysiert und nach fünf Graden eingeteilt: „sehr gut“, „gut“, „mäßig“, „unbefriedigend“, „schlecht“.
Nach einer Anfang April 2018 veröffentlichten Antwort der deutschen Bundesregierung auf eine parlamentarische Anfrage von Bündnis 90/Die Grünen seien die meisten deutschen Flüsse und Bäche in einem ökologisch schlechten Zustand: In 93 %  lebten nicht mehr die eigentlich dort vorzufindenden Gemeinschaften aus Fischen, Pflanzen und Kleintieren, 79 % seien durch menschlichen Ausbau „in ihrer Struktur deutlich bis vollständig verändert.“ Lediglich 6,6 % der bewerteten Fließgewässerabschnitte seien nach den EU-Kriterien in „gutem“, 0,1 % in „sehr gutem“ Zustand. Gewässer und Flussauen gehörten in Deutschland lt. Umweltbundesamt weiter zu den bedrohten Lebensräumen. Als häufigste Gründe für einen mäßigen, unbefriedigenden oder schlechten Zustand der untersuchten Gewässer werden landwirtschaftliche Belastungen (z. B. aus Düngung oder der Verwendung von Spritzmitteln) sowie Begradigungen, Verbauungen oder Unterbrechungen durch Wehre genannt. Aber auch Arzneimittelwirkstoffe und -metaboliten können ein Risiko für aquatische Lebewesen sein. Auch Rückstände von Kosmetikprodukten gelangen über Kläranlagen in die Gewässer.
Um die Situation in Fließgewässern zu verbessern, fordert der WWF Österreich eine Verhinderung von gewässer- und artenschädigender Subventionen in Zusammenhang mit Ökostrom-, land- und forstwirtschaftlichen Förderungen etc.

## Temporäre Kenngrößen
Die Kenngrößen Einzugsgebiet und Länge stehen weitgehend fest; bei den Größen Breite, Tiefe, Abfluss und Fließgeschwindigkeit können relativ konstante Mittelwerte angegeben werden. Daneben gibt es noch einige weitere Parameter von Fließgewässern, die deutlichen Schwankungen unterliegen. Ihre Beobachtung gehört ebenfalls zu den Aufgaben von Hydrologie und Limnologie.
Biologische Qualität: Die biologische Qualität von Fließgewässern wird anhand des Saprobiensystems in Gewässergüteklassen eingeteilt. Eine aktuell weitgehend akzeptierte ökologische Klassifikation bietet das River Continuum Concept.
Wasserstand: In Abhängigkeit vom Wasserangebot (z. B. Niederschlag) kann der Wasserpegel erheblich schwanken, es kann zu Hochwasserereignissen oder Niedrigwasserständen kommen. Aus Wasserstands-Aufzeichnungen kann ein mittlerer Wasserstand bestimmt werden.

## Geschiebetransport
Je nach Fließgeschwindigkeit haben Fließgewässer die Fähigkeit, Geschiebe mitzutransportieren:
- Fließgeschwindigkeit bis 0,3 m/s: Bewegung von Grobsand bis 1,7 mm Durchmesser
- Fließgeschwindigkeit bis 0,7 m/s: Bewegung von Grobkies bis 9,2 mm Durchmesser
- Fließgeschwindigkeit bis 1,7 m/s: Bewegung von Geröll bis 1,5 kg Gewicht
- Fließgeschwindigkeit bis 2,0 m/s: Bewegung von Blöcken bis 20 cm Durchmesser
- Fließgeschwindigkeit ab 3,0 m/s (etwa 10 km/h): Bewegung auch größerer Objekte

## Grenzfälle

### Trockenfallende Fließgewässer
Kleine, aber auch größere Gewässer können entweder ganzjährig Wasser führen oder vorübergehend trockenfallen, sogar Flüsse (beispielsweise im Karst). Speziell bei Karstgewässersystemen werden Bereiche, in denen der oberirdische Abfluss regelmäßig versiegt, Bachschwinde oder Ponor genannt.
Trockenfallende (temporäre) Fließgewässer können periodisch wasserführend sein (z. B. regelmäßig im Hochsommer austrocknen) oder episodisch, d. h. nur kurzzeitig überhaupt Wasser führen (z. B. nach starken Niederschlägen wie etwa Wadis oder zur Schneeschmelze).
Natürlicherweise periodisch trockenfallende Bäche weisen eine eigenständige Lebensgemeinschaft mit spezialisierten Arten auf.

### Übergang zu stehenden Gewässern
Die Abgrenzung zwischen Fließgewässern und stehenden Gewässern (oder Standgewässern) ist normalerweise trivial und unmittelbar einsichtig. Zahlreiche Seen – sogenannte Flussseen – und andere Standgewässer werden aber von Fließgewässern durchflossen. Zusätzlich hat der Mensch sehr viele Fließgewässer, darunter fast alle größeren Flüsse Mitteleuropas, durch Dämme zur Wasserkraftgewinnung, zur Verbesserung der Schiffbarkeit oder zum Hochwasserschutz aufgestaut und die Fließgewässer so in eine Kette von Stauhaltungen umgewandelt oder sogar regelrechte Stauseen eingefügt. Dadurch ist es in vielen Fällen nicht einfach zu sagen, ob ein bestimmtes Gewässer als ein aufgestauter Fließgewässer-Abschnitt oder ein durchflossenes Standgewässer zu charakterisieren ist.
Zur Abgrenzung wird die Verweilzeit des Wassers im Standgewässer herangezogen, also die Zeit, bei der Zu- und Abfluss theoretisch das gesamte Wasservolumen des Sees einmal ausgetauscht haben. Bei Verweilzeiten bis zu drei Tagen handelt es sich um ein Fließgewässer. Verweilzeiten über dreißig Tage charakterisieren einen See. Der Wertebereich dazwischen bildet einen Übergangsbereich und ist nicht eindeutig zuzuordnen. Solche Gewässer weisen einige Eigenschaften von Standgewässern, andere von Fließgewässern auf. Auch ihre Biozönose besitzt Übergangscharakter.

### Gletscher
Wesentlicher Teil eines Gletschers ist Wasser in gefrorener Form, also Eis. Dieses fließt, wenn auch sehr langsam, wenn ein Gefälle vorliegt. Gletscher können am Grund oder auch obenauf von fließendem oder stehendem Wasser durchzogen sein.

### Murgang, Schlammstrom
Eine Mure ist ein Strom aus fließfähiger, halbfester Masse aus Schlamm, Geröll sowie mit Wasser als flüssigmachende Komponente, das sich rasch absetzt und/oder kleinen aufgeschlämmten, dispergierten Partikeln, die sich erst nach längerem Absetzen verfestigen.